# Der Herr Gevatter
Der Herr Gevatter ist ein Märchen (ATU 332, 334). Es steht in den Kinder- und Hausmärchen der Brüder Grimm an Stelle 42 (KHM 42).

## Inhalt
Ein armer Mann, Vater vieler Kinder, weiß nicht, wen er noch zum Gevatter (Taufpaten) bitten soll. Auf einen Traum hin fragt er den ersten, der ihm vor dem Tor begegnet. Der gibt ihm als Patengeschenk eine Flasche mit Wasser, womit er Kranke heilen kann, falls der Tod am Kopf eines Sterbenden und nicht an dessen Füßen steht. Der Mann wird berühmt und reich. Auch des Königs Kind kann er zweimal retten, aber beim dritten Mal versagt das Mittel, denn der Tod steht zu Füßen des Kindes, und das Kind stirbt. Als der Mann den Paten besuchen will, um ihm zu erzählen, wie es ihm mit dem Patengeschenk gegangen ist, sieht er in dessen Haus ein merkwürdiges Durcheinander. Auf der ersten Treppe zankt sich eine Schippe mit dem Besen, auf der zweiten Treppe liegen tote Finger, auf der dritten Totenköpfe und auf der vierten backen sich Fische selbst in einer Pfanne und tragen sich dann gebacken selbst auf den Tisch. Nach der fünften Treppe sieht er durchs Schlüsselloch den Gevatter mit Hörnern, der sich schnell ins Bett legt, als der Mann die Tür öffnet.
Der knappe Text endet abrupt mit der Leugnung: „Ei, das ist nicht wahr.“ Ab der 3. Auflage läuft der Mann dann fort.

## Herkunft

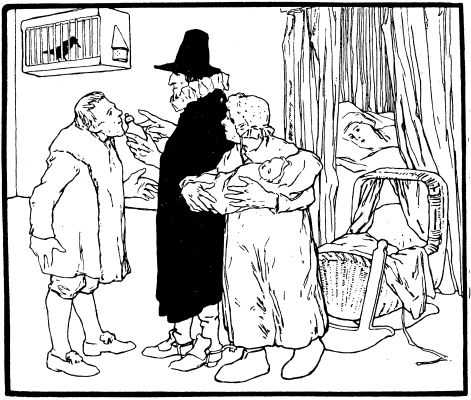
Illustration von Otto Ubbelohde, 1909

Das Märchen steht in den Kinder- und Hausmärchen ab der 1. Auflage von 1812 nach Amalie Hassenpflug. Grimms Anmerkung nennt lediglich ein weiteres in Aurbachers Büchlein für die Jugend. Dort ist der Schluss noch drastischer, die neugierige Frau wird erschlagen.
Vergleiche insbesondere KHM 44 Der Gevatter Tod, aber auch KHM 43 Frau Trude, KHM 43a Die wunderliche Gasterei, KHM 177 Die Boten des Todes, zum Arztbesuch KHM 118 Die drei Feldscherer, zur Patensuche KHM 126 Ferenand getrü und Ferenand ungetrü und die Anmerkung zu KHM 6 Der treue Johannes; Des Teufels Pate in Ludwig Bechsteins Deutsches Märchenbuch von 1845; siehe auch Lebenswasser.

## Interpretation
Hedwig von Beit bemerkt hier die Einheit von Tod und Teufel, wie in der Gevatter-Tod-Variante Der Arzt von Fougeray. Offenbar kann er tote Gegenstände beleben, Fische verweisen auf Inhalte des Unbewussten, das fünfte Stockwerk auf die Zahl der Stofflichkeit. Eugen Drewermann zufolge ist der „Gevatter“ der Tod, dessen Freund der Arzt sein muss, um die Frist zu nutzen, die er uns lässt. Die Schattenseite davon ist eine kalte Medizin wie in Iwan Turgenjews Roman Väter und Söhne oder Otto Dix’ Porträt von Hans Koch, 1921. Angesichts des ständigen Leids, wie etwa Anne Philipe in Nur einen Seufzer lang es schildert, erscheint der Herr der Welt allerdings zugleich als Teufel. Schippe und Besen, traumpsychologisch Mann und Frau, dienen als Sklaven und Unrat in seinem Haus. Die „Skorzonerewurzel“ ist ein Heilmittel oder Nahrungsmittel, wie die Fische alles Sinnbilder einer grässlichen Rückseite des Lebens.